# Nandi
För andra betydelser, se Nandi (olika betydelser).

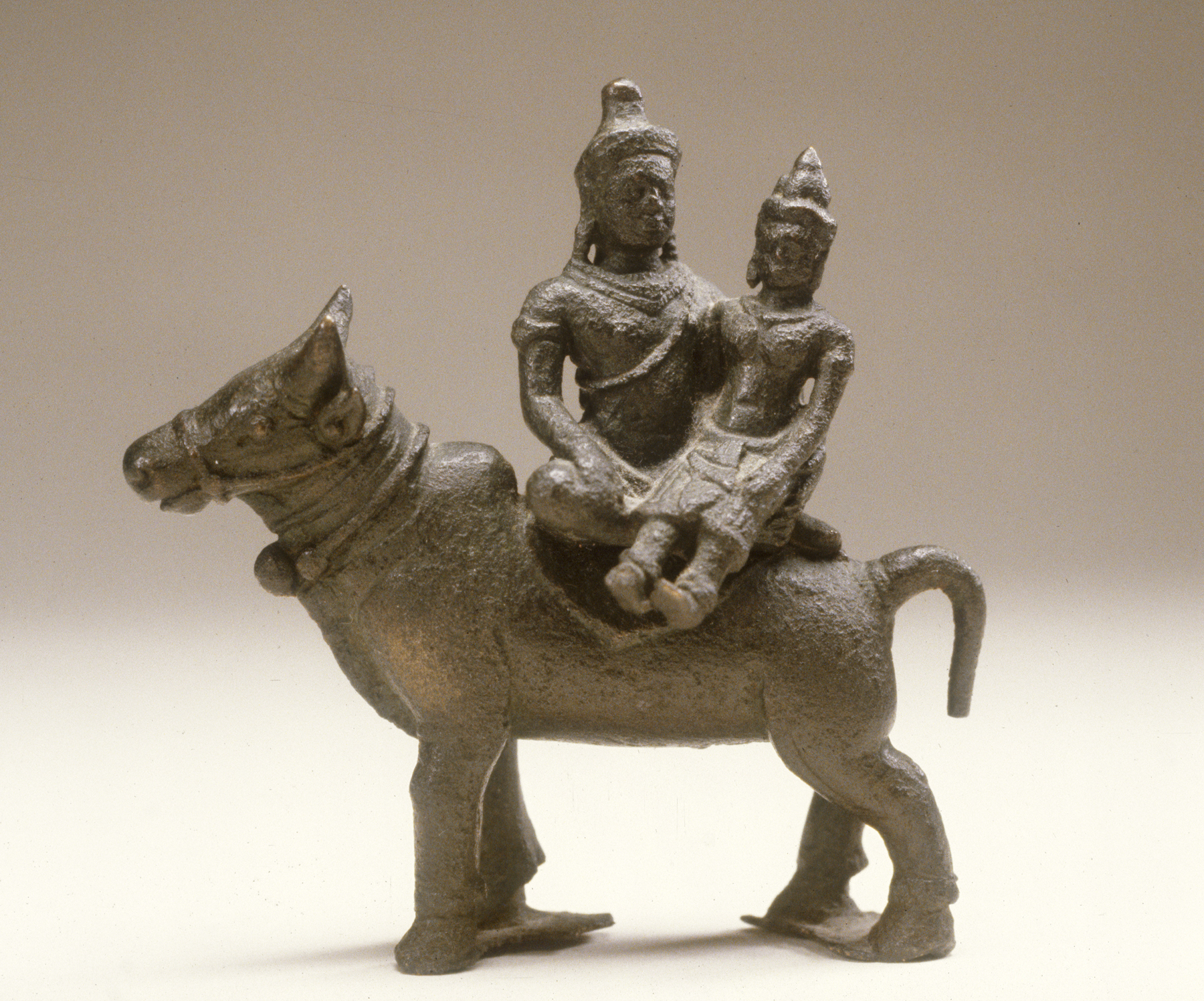
Shiva och Uma ridande på Nandi. Kambodjansk statyett från 1100-talet.

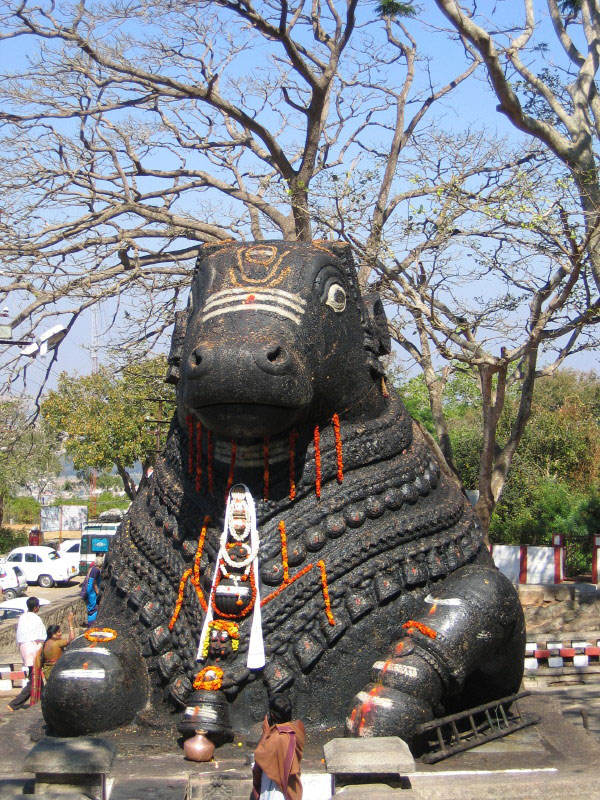
Staty av Nandi i Chamundibergen, Karnataka.

Nandi (eller "Nendi") är en hinduisk gudom i form av en tjur. Det är den tjur som Shiva rider på. Shiva- och Parvati-tempel har ofta statyer av en liggande Nandi. Det finns även tempel helgade enbart till Nandi.